# Вагинален секс
Вагиналният секс е полово сношение, характерно за хората и някои видове животни, което представлява вкарване на еректирал пенис във вагина. При бозайниците вагиналният секс се практикува с цел зачеване на плод в женския индивид и продължаване на рода. Зачеването се извършва, когато мъжкият индивид при достигането на оргазъм посредством пениса си изхвърли сперма във вагината на женския. При човека се практикува както за размножаване, така и за удовлетворяване на сексуалните му нужди.
Вагиналният секс е най-често практикуваният сред останалите видове секс като анален секс, орален секс и други видове секс. Практикуването или ограничаването му често зависят от наложените държавни, културни ценности, закони или религия. В повечето близкоизточни мюсюлмански, както и други култури, вагиналният секс е забранен до сключването на брак, като по този начин е позволен да бъде практикуван единствено от съпрузи. При тях е прието, че ако момичето бъде дефлорирано преди сключването на брак, то е опозорено и няма да има възможност да се омъжи. В много от случаите дефлорирани без брак жени биват жестоко наказвани. При момичета и жени от подобни култури често се налага да потискат нуждата си от вагинален секс до по-късна възраст именно заради сексуалната забрана преди брак.